# Revindicatie (naar Nederlands recht)
Revindicatie is het recht van de eigenaar van een roerende of van een onroerende zaak om die van eenieder die deze zaak zonder recht onder zich heeft op te eisen (artikel 5:2 BW). Dit vloeit voort uit het feit dat eigendom het meest omvattende recht is dat een persoon op een zaak kan hebben (artikel 5:1 BW), hij heeft derhalve in principe het recht zijn eigendom terug te eisen. Omdat eigendom een absoluut recht is, kan de eigenaar dit recht in principe tegen eenieder inroepen.
Ook de vruchtgebruiker, de erfpachter en degene, die een opstalrecht heeft, kan deze revindicatie-vordering instellen.
Het recht geldt zelfs in het geval dat de bezitter van de zaak failliet is verklaard. Een eigendomsvoorbehoud kan derhalve bij koop op afbetaling en lease een zeer sterke bescherming bieden tegen betalingsonmacht van de koper, in principe zelfs sterker dan een pandrecht. Ook voor securitizatievennootschappen is dit van belang, omdat dit vaak papieren entiteiten zijn waarvan de bezittingen zich vaak bij derden bevinden. Overigens zal er dan wel sprake moeten zijn van een true sale (geldige overdracht).
Er bestaan op dit recht een paar uitzonderingen:
- De verkrijger die te goeder trouw is wordt in principe beschermd tegen revindicatie door de eigenaar (zie hieronder).
- Ook het bodemrecht van de Nederlandse Belastingdienst kan een revindicatie doorkruisen. De fiscus heeft hiermee het recht zaken op de bodem van de (niet-betalende) belastingplichtige te beslaan en te gelde te maken, ook als deze eigendom zijn van een derde. Deze regel betracht derhalve de voorrechten van de fiscus te beschermen en te voorkomen dat in het zicht van betalingsonmacht of faillissement met eigendomsrechten gesjoemeld wordt ten nadele van de staat.
- In geval van verjaring verliest de oorspronkelijke eigenaar zijn eigendom en wordt de bezitter eigenaar.
- Wanneer partijen een fiduciair eigendom hanteren als zekerheidsrecht. Dit is niet (meer) toegestaan, hoewel sale and lease back wel is toegestaan.

De eigenaar kan zijn recht tot revindicatie wel uitoefenen als het gaat om een roerende zaak, zoals een auto waarvan de eigenaar de eigendom is kwijtgeraakt door diefstal. In dat geval wordt degene die de auto tegen betaling heeft verkregen en die op het moment van de verkrijging te goeder trouw was, niet beschermd tegen een revindicatie-vordering van de eigenaar (artikel 3:86 BW), mits de vordering binnen 3 jaar gedaan wordt, te rekenen van de dag van de diefstal (artikel 3:86 lid 3 BW). De verkrijger kan als bezitter te goeder trouw op grond van artikel 3:120 BW wel recht op vergoeding van de gemaakte kosten;
Uitzondering:
- wel een beroep op artikel 3:86 lid 1 BW kan gedaan worden door de verkrijger mits hij te goeder trouw was, het niet om niet verkregen heeft, en hij het gestolen goed in de normale handel (winkel, warenhuis ed) gekocht heeft. (art. 3:86 lid 3 sub a)
- het gestolen goed, geld dan wel een toonder- of orderpapier betreft (art. 3:86 lid 3 sub b BW)
OPMERKING:
- De wegwijsplicht blijft wel gelden als genoemd in art. 3:87 lid 1 BW
Het vereiste van de betaling, in de wet aangeduid met: "anders dan om niet", betekent niet dat de prijs moet overeenstemmen met de werkelijke waarde van de overgedragen zaak. Voldoende is dat er betaald is.
Met goede trouw wordt in dit geval bedoeld dat de koper niet twijfelde en ook niet had behoren te twijfelen of de verkoper bevoegd was over de zaak te beschikken (artikel 3:11 BW).
Van de koper wordt verlangd dat hij altijd enig onderzoek instelt naar de bevoegdheid van de verkoper. In het geval van de aankoop van een auto wordt in het algemeen vereist dat de koper ten minste de tenaamstelling van de kentekenpapieren van de auto heeft gecontroleerd, de op het betrokken voertuig aanwezige kentekenplaten en het in de auto door de fabrikant aangebrachte voertuigidentificatienummer (VIN).
Slechts in één geval wordt de hiervoor bedoelde koper niet beschermd tegen de revindicatie-vordering van de eigenaar. Als er sprake is geweest van diefstal, kan de eigenaar gedurende drie jaren na de dag van de diefstal de zaak alsnog bij deze opvorderen. Dat geldt niet in het geval van verduistering.
- De hierboven beschreven vereisten voor de bescherming van de koper van een roerende zaak, gelden niet, als het gaat om een consument die de gestolen of verduisterde roerende zaak gekocht heeft in een winkel of een bedrijfsruimte van iemand, die van het verkopen van dergelijke zaken zijn bedrijf maakt. Dit wordt de consumentenbescherming genoemd.
- Een andere uitzondering betreft een registergoed, zoals bij een onroerende zaak: een woning, een gebouw of een perceel grond. Bovendien een gebrandmerkt schip, dat daarmee als roerende zaak ook een registergoed is.

Degene die een dergelijke zaak verkregen heeft van iemand, die niet bevoegd was deze over te dragen, wordt beschermd tegen een revindicatie-vordering van de eigenaar op voorwaarde dat hij te goeder trouw was op het moment van de overdracht (artikel 3: 88 BW).
Voor dit vereiste van de goede trouw geldt hetzelfde als voor de overdracht van een roerende zaak: de koper moet wel enig onderzoek hebben gedaan naar de bevoegdheid van degene die het registergoed aan hem heeft overgedragen. Hij zal in ieder geval het openbare register hebben moeten raadplegen, zoals het Kadaster voor onroerende zaken en de rechten daarop.
Een tweede voorwaarde voor die bescherming is dat de fout waardoor degene die de zaak heeft overgedragen en daartoe niet bevoegd is, veroorzaakt is bij een vorige overdracht van die zaak. De bescherming geldt niet als de vorige eigenaar ook niet bevoegd was. Het gaat om een fout bij de overdracht.